# Laosz gazdasága
A legkevésbé fejlett országok közé tartozik.
A korábbi központi irányítású gazdaságot 1986-ban kezdték decentralizálni és magántőkét beengedni az országba. Ennek eredményeként 1988 és 2004 között 6%-os növekedést produkált a gazdaság, leszámítva az 1997-es ázsiai gazdasági válságot. A legtöbb befektetés a nagyobb városokba érkezik, főleg a gazdagabb délkelet-ázsiai országokból, például Thaiföldről. A legfontosabb kereskedelmi partnerei az ASEAN-tagországok, illetve Kína, Németország, Japán.
A mezőgazdaság a legfontosabb gazdasági ágazat. Ma is a GDP közel 50%-át adja, és a foglalkoztatottak 80%-a itt dolgozik. A földek 80%-án rizst termesztenek. 1999-ben jelentős siker volt, hogy az ország nem szorult importra rizsből, sőt, még exportra is jutott. Ezenkívül jelentős még a krumpli, zöldségfélék, kávé és tea termesztése. Az állattenyésztés nem annyira számottevő, főleg sertést és szarvasmarhát tartanak.
Az ipar nem számottevő, az ólombányászat és a mezőgazdasági termékek feldolgozása jelentős, illetve az energiaexport is, mert az energia 97%-át vízerőművekben állítják elő.
A turizmus a leggyorsabban fejlődő ágazat. A legtöbb látogató Kínából érkezik, mivel a kínaiak könnyebben utazhatnak az országba, mint mások. A turisták többsége Vientián vagy Luangprabang nevezetességeire kíváncsi. Ez utóbbi a világörökség része.
- GDP: $7 milliárd $ (1999)
- GDP növekedés: 7,2% (2005)
- Egy főre jutó GDP: 1300 $ (1999)
- GDP szerkezeti eloszlása(1999):
Mezőgazdaság 51%
Ipar 22%
Szolgáltatások 27%
- Költségvetés
Bevétel: 202,7 millió $
Kiadás: 385,1 millió $
- Infláció: 140% (1999)
- Munkanélküliség: 5,7% (1997)
- Munkaerő: 1-1,5 millió fő
- Áramtermelés: 1,340 GW/h (1998)
- Termelés eloszlása:
vízerőművek 97,01%
hőerőművek 2,99%
atomerőművek 0%
egyéb 0%
- Fogyasztás: 514 GWh (1998)
- Import: 50 GWh (1998)
- Export: 782 GWh (1998)
- Ipar: ólom és gipszbányászat, faipar, élelmiszer-feldolgozás, textilipar
- Mezőgazdaság: rizs, édesburgonya, kukorica, cukornád, kávé, dohány, gyapot, tea, földimogyoró, sertés, szarvasmarha, baromfi
- Export: 271 millió $
- Exporttermékek: faipari termékek, ruházati cikkek, kávé, ón, elektromosság